# Polycentropus chellus
Polycentropus chellus is een schietmot uit de familie Polycentropodidae. De soort komt voor in het Nearctisch gebied.